# Cladosporium gossypiicola
Cladosporium gossypiicola är en svampart som beskrevs av Pidopl. & Deniak 1935. Cladosporium gossypiicola ingår i släktet Cladosporium och familjen Davidiellaceae.   Inga underarter finns listade i Catalogue of Life.